# Monmadalès
Monmadalès é uma comuna francesa na região administrativa da Nova Aquitânia, no departamento Dordonha. Estende-se por uma área de 5,2 km². Em 2010 a comuna tinha 83 habitantes (densidade: 16 hab./km²).